# Moslins
Moslins és un municipi francès, situat al departament del Marne i a la regió del Gran Est. L'any 2007 tenia 274 habitants.

## Demografia

### Població
El 2007 la població de fet de Moslins era de 274 persones. Hi havia 102 famílies, de les quals 16 eren unipersonals (4 homes vivint sols i 12 dones vivint soles), 39 parelles sense fills i 47 parelles amb fills.
La població ha evolucionat segons el següent gràfic:
Habitants censats

### Habitatges
El 2007 hi havia 123 habitatges, 104 eren l'habitatge principal de la família, 6 eren segones residències i 13 estaven desocupats. Tots els 123 habitatges eren cases. Dels 104 habitatges principals, 95 estaven ocupats pels seus propietaris, 8 estaven llogats i ocupats pels llogaters i 1 estava cedit a títol gratuït; 1 tenia dues cambres, 7 en tenien tres, 20 en tenien quatre i 76 en tenien cinc o més. 89 habitatges disposaven pel capbaix d'una plaça de pàrquing. A 37 habitatges hi havia un automòbil i a 64 n'hi havia dos o més.

### Piràmide de població
La piràmide de població per edats i sexe el 2009 era:
| Homes | Edats   | Dones |
| ----- | ------- | ----- |
| 0     | 95 o +  | 0     |
| 0     | 90 a 94 | 4     |
| 0     | 85 a 89 | 8     |
| 0     | 80 a 84 | 4     |
| 4     | 75 a 79 | 0     |
| 4     | 70 a 74 | 4     |
| 4     | 65 a 69 | 8     |
| 0     | 60 a 64 | 0     |
| 4     | 55 a 59 | 4     |
| 12    | 50 a 54 | 16    |
| 12    | 45 a 49 | 8     |
| 4     | 40 a 44 | 4     |
| 12    | 35 a 39 | 16    |
| 12    | 30 a 34 | 12    |
| 4     | 25 a 29 | 0     |
| 12    | 20 a 24 | 4     |
| 4     | 15 a 19 | 8     |
| 20    | 10 a 14 | 16    |
| 0     | 5 a 9   | 12    |
| 0     | 0 a 4   | 4     |

## Economia
El 2007 la població en edat de treballar era de 192 persones, 142 eren actives i 50 eren inactives. De les 142 persones actives 135 estaven ocupades (74 homes i 61 dones) i 8 estaven aturades (4 homes i 4 dones). De les 50 persones inactives 27 estaven jubilades, 14 estaven estudiant i 9 estaven classificades com a «altres inactius».

### Ingressos
El 2009 a Moslins hi havia 112 unitats fiscals que integraven 300 persones, la mediana anual d'ingressos fiscals per persona era de 21.011 €.

### Activitats econòmiques
Dels 11 establiments que hi havia el 2007, 2 eren d'empreses alimentàries, 2 d'empreses de construcció, 1 d'una empresa de comerç i reparació d'automòbils, 1 d'una empresa financera, 2 d'empreses immobiliàries i 3 d'empreses de serveis.
Els 2 establiments comercials que hi havia el 2009 eren fleques.
L'any 2000 a Moslins hi havia 21 explotacions agrícoles que ocupaven un total de 385 hectàrees.

## Poblacions més properes
El següent diagrama mostra les poblacions més properes.